# Horst Freese
Horst Freese (* 30. Januar 1944 in Graal-Müritz) ist ein ehemaliger deutscher Eisschnellläufer. Er gewann in der DDR und nach seiner  Flucht aus der DDR 1969 in der Bundesrepublik Deutschland nationale Meistertitel und nahm an den Olympischen Winterspielen 1976 in Innsbruck teil.

## Werdegang

### Erfolge in der DDR
Freese begann in seiner Jugend zunächst bei der BSG Motor Rostock mit dem Handballsport. Die BSG war Mitte der 1950er Jahre in der DDR mehrfacher Meister im Feld- und Hallenhandball. Nach Gründung von Sportclubs in der DDR wurden die erfolgreichen Handballer in den neu gegründeten SC Empor Rostock eingegliedert, dem nun auch Freese angehörte. 1958 wechselte er innerhalb des Clubs die Sportart und begann nunmehr mit dem Eisschnelllaufen. In dieser Sportart stellten sich alsbald Erfolge ein und Freese belegte bei republikweiten Wettkämpfen vorderste Plätze.
1963 erhielt Freese einen Studienplatz für Maschinenbau an der Ingenieurhochschule in Berlin-Lichtenberg, woraufhin er zum neu gegründeten TSC Berlin wechselte. Die innerdeutschen Ausscheidungswettkämpfe für die Olympischen Winterspiele 1964 kamen für Freese noch zu früh, ab der darauffolgenden Saison 1964/65 gehörte er aber zum Nationalmannschaftskader.
In der gleichen Saison konnte er auch seine ersten Meisterschaftsmedaillen auf der Eisbahn in Berlin-Hohenschönhausen erringen. Über 500 und 1500 m gewann er jeweils Silber, über die Langstrecke von 10.000 m gewann Freese Bronze. Dies ergab auch in der Mehrkampfwertung den Silberrang. Lohn für diese Leistungen war die Nominierung für die Eisschnelllauf-Europameisterschaften im schwedischen Göteborg. Zusammen mit Dieter Halbach vertrat Freese dort die Männer des DELV. Am Ende reichte es nur zu Platz 22 in der Mehrkampfwertung, über 500 m erreichte Freese mit Platz 11 sein bestes Ergebnis.
Zur folgenden Weltmeisterschaft Mitte Februar 1965 in Oslo wurde Freese als einziger männlicher Athlet vom DELV nominiert. Dort belegte er unter 43 Teilnehmern den 27. Platz. Die darauffolgende Saison 1965/66 begann für Freese mit den DDR-Meisterschaften äußerst erfolgreich. Neben Gold auf den zwei kurzen Strecken von 500 und 1500 m sicherte er sich noch Silber über 5000 m und Bronze über 10.000 m. Dies bedeutete am Ende in der Mehrkampfwertung den Meistertitel.
Folgerichtig wurde Freese zusammen mit Herbert Braun für die in Deventer stattfindenden Eisschnelllauf-Europameisterschaften nominiert. Dort ließ Freese in der ersten Disziplin über 500 m mit dem zweiten Platz aufhorchen konnte aber über die weiteren Distanzen von 5000 und 1500 m nicht an diese Leistung anknüpfen. In der Gesamtwertung belegte er den 21. Platz unter 28 Startern. Für die in Göteborg stattfindenden Eisschnelllauf-Weltmeisterschaften im gleichen Jahr wurde Freese ebenfalls nominiert. Dort belegte er knapp hinter Erhard Keller den 23. Platz. In der Saison 1966/67 konnte Freese Anfang Januar 1967 seinen DDR-Meistertitel verteidigen. Er erreichte dabei haargenau die gleichen Platzierungen wie in der Vorsaison.

### Ausschluss aus dem DDR-Leistungssport
Nach einigen folgenden internationalen Top-Ergebnissen war die Nominierung für die Europameisterschaften im finnischen Lahti nur noch Formsache. Nun folgte Ende Januar 1967 aber der Paukenschlag. Die Berliner Zeitung vermerkte dazu am 26. Januar 1967: Die beiden jungen Berliner Eisschnellläufer Rainer Klehr vom TSC (18 Jahre) und der noch um ein Jahr jüngere Dynamo-Läufer Bernd Prusowski vertreten am Wochenende die DDR bei den Eisschnelllauf-Europameisterschaften in Lahti. Der ebenfalls vorgesehene TSCer Freese wurde aus disziplinarischen Gründen gesperrt und aus dem Auswahlkader des DELV ausgeschlossen. Hintergrund waren unerlaubte Westkontakte. Nach Freeses eigenen Aussagen, die er 2014 tätigte, besuchte ihn seine spätere Frau, die 1960 mit ihrer Mutter in die Bundesrepublik gezogen war, seit dieser Zeit jedes Jahr im Sommer.
Somit wurde dem damals leistungsstärksten Eisschnellläufer der DDR seine leistungssportliche Karriere verwehrt und die Olympischen Spiele 1968 in Grenoble waren in weite Ferne gerückt. Dies ist umso bemerkenswerter, da noch im Dezember 1967 das SED-Zentralorgan Neues Deutschland Freese auf vier Einzelstrecken und im Mehrkampf als damaligen DDR-Rekordhalter auflistete und damit seine Leistungsstärke erneut aufzeigte.
Freese wurde zur BSG Einheit Berliner Bär delegiert, wo er weiterhin auf gutem Niveau Eisschnelllauf betrieb. Dies zeigte sich noch kurz vor Weihnachten 1967, als er bei den DDR-Einzelmeisterschaften über 500 und 1500 m antrat. Über die kurze Distanz düpierte der BSG-Sportler alle anderen Mitkonkurrenten und verteidigte seinen Vorjahrestitel. Über 1500 m reichte es mit Saisonbestleistung noch für Bronze. Trotz dieser guten Leistungen durfte Freese nicht wieder in den Auswahlkader zurückkehren. Auch in der nacholympischen Saison 1968/69 trat er nochmals bei DDR-Meisterschaften für die BSG Berliner Bär an. Im Rahmen der Mehrkampfmeisterschaften, die bereits Ende Dezember 1968 stattfanden, errang Freese über die Sprintstrecke von 500 m den ersten Platz mit Saisonbestleistung. Bei den Einzelmeisterschaften im Februar 1969 gewann Freese über 500 m nochmals Bronze. Dies war für ihn die letzte Meisterschaftsmedaille in der DDR.

### Flucht in die Bundesrepublik und weitere sportliche Karriere
Im Mai 1969 gelang Freese mittels Fluchthelfern in Berlin die Flucht nach West-Berlin. Er zog zu seiner Verlobten nach Köln, nach der Heirat verzog das Paar nach Hamburg.
Erhard Keller überredete den gerade erst 25-jährigen, wieder die Schlittschuhe anzuziehen, so dass Freese noch im Jahr 1969 wieder auf Kufen stand und für den Altonaer SV startete. Bereits im Februar 1970 startete das Nordlicht bei den Deutschen Meisterschaften im Sprintvierkampf im bayerischen Inzell, wo er einen siebenten Platz belegte. Es folgten 1971 eine Bronzemedaille und Anfang Januar 1972 sogar der Silberrang bei den Deutschen Meisterschaften im Sprintvierkampf.
Diese Leistung bewog offensichtlich die DEU, Freese für den bundesdeutschen Olympiakader zu den Olympischen Winterspielen im 1972 im japanischen Sapporo zu nominieren. Dagegen insistierte allerdings das NOK der DDR beim IOC mit Bezug auf die damalige Regel Nr. 27 der Statuten, Regeln und Teilnahmebedingungen des IOC für die Olympischen Spiele. Sinngemäß war ein Sportler nach einem NOK-Wechsel international für 3 Jahre gesperrt, wenn er vorher international eingesetzt worden war. Freese hatte im Mai 1969 die DDR verlassen, somit lief seine Sperre erst im Mai 1972 ab, da er den DELV bei Europameisterschaften vertreten hatte, wenngleich diese Teilnahme mehr als drei Jahre zurücklag. Das IOC gab letztlich dem Einspruch recht und Freese erlebte Sapporo nur als Tourist.
Quasi als Entschädigung wurde Freese dafür für die Sprintweltmeisterschaften Ende Februar 1972 im schwedischen Eskilstuna nominiert, wo er nach einem schwachen ersten Lauf (Platz 32 von 35 Startern) nur einen eher enttäuschenden 30. Platz belegte. Dieses Resultat konnte Freese im Folgejahr 1973 bei den Sprint-Weltmeisterschaften in Oslo deutlich verbessern, er belegte als bester deutscher Starter den elften Platz.
Dieser guten Platzierung ging bereits der erstmalige Gewinn des Deutschen Meistertitels im Sprintvierkampf voraus, den er zum Jahresende 1972 in Inzell gewann. Freese erreichte dabei auf allen vier Strecken Bestzeit. Diesen Erfolg konnte er in den Jahren 1974 bis 1976 wiederholen, 1975 gelang ihm zusätzlich dazu sogar mit hauchdünnem Vorsprung der Gewinn der Mehrkampfmeisterschaften. Auf internationalem Parkett war Freese bis zu seinem Rücktritt vom Leistungssport 1976 der beste deutsche Sprinter. Da Europameisterschaften nur im Mehrkampf stattfanden, wurde Freese von der DEU nur für die Sprint-Weltmeisterschaften gemeldet. Nach einem neunten Platz 1974 in Innsbruck belegte er 1975 in Göteborg nur den 19. Platz. Zum Karriereende gelang Freese im März 1976 bei den Sprint-Weltmeisterschaften in Westberlin die beste WM-Platzierung, er belegte als bester deutscher Sprinter Rang 8. Zuvor wurde ihm noch eine besondere Genugtuung zuteil. Nach den verpassten Olympischen Winterspielen 1968 und 1972 nominierte die DEU den damals schon 32-jährigen Freese für die Olympischen Winterspiele in Innsbruck. Dort erlebte er Licht und Schatten. Über seine Paradedisziplin 500 m stürzte er und verschwand hinter einer Werbebande. Über die 1000 m belegt er einen guten neunten Platz.

### Nach der sportlichen Karriere
Nach seinem Rücktritt vom Leistungssport war Freese bis 2007 als Maschinenbau-Ingenieur in Hamburg tätig. Nach dem Eintritt in den Ruhestand kehrte er im gleichen Jahr nach Rostock zurück.